# I2P
I2P (sigla para Invisible Internet Project, que significa  Proyecto de Internet invisible) es un software que ofrece una  capa de abstracción para comunicaciones entre ordenadores, permitiendo así la creación de herramientas y aplicaciones de red con un fuerte anonimato. Sus usos incluyen páginas webs anónimas (pespitees), servidores y clientes de chat, blogging, transferencia de archivos, además es una red que se adapta muy bien a las redes p2p.
I2P es software libre y utiliza varias licencias libres.

## Funcionamiento
La red I2P está basada en el concepto de túneles entrantes y salientes, lo cual ofrece facilidad para la adaptación de programas preexistentes a la red I2P. Cada túnel está compuesto por una secuencia de nodos padres, los cuales transportan la información en un sentido unidireccional.
I2P soporta la mayoría de los protocolos de red TCP y UDP, tanto sobre IPv4 como sobre IPv6.
I2P es una red que se fortalece contra diversos tipos de ataques contra  la privacidad y el anonimato con el número de usuarios, cuantos más 
usuarios tiene la red más difícil es usar efectivamente la mayoría de 
estos ataques.[cita requerida]
El software más usado y probado de I2p está escrito en Java,[cita requerida] pero existen dos versiones más del núcleo de la aplicación en C y C++. La versión java incluye además la consola del router donde se permite configurar la mayoría de las opciones de la red.

## Software

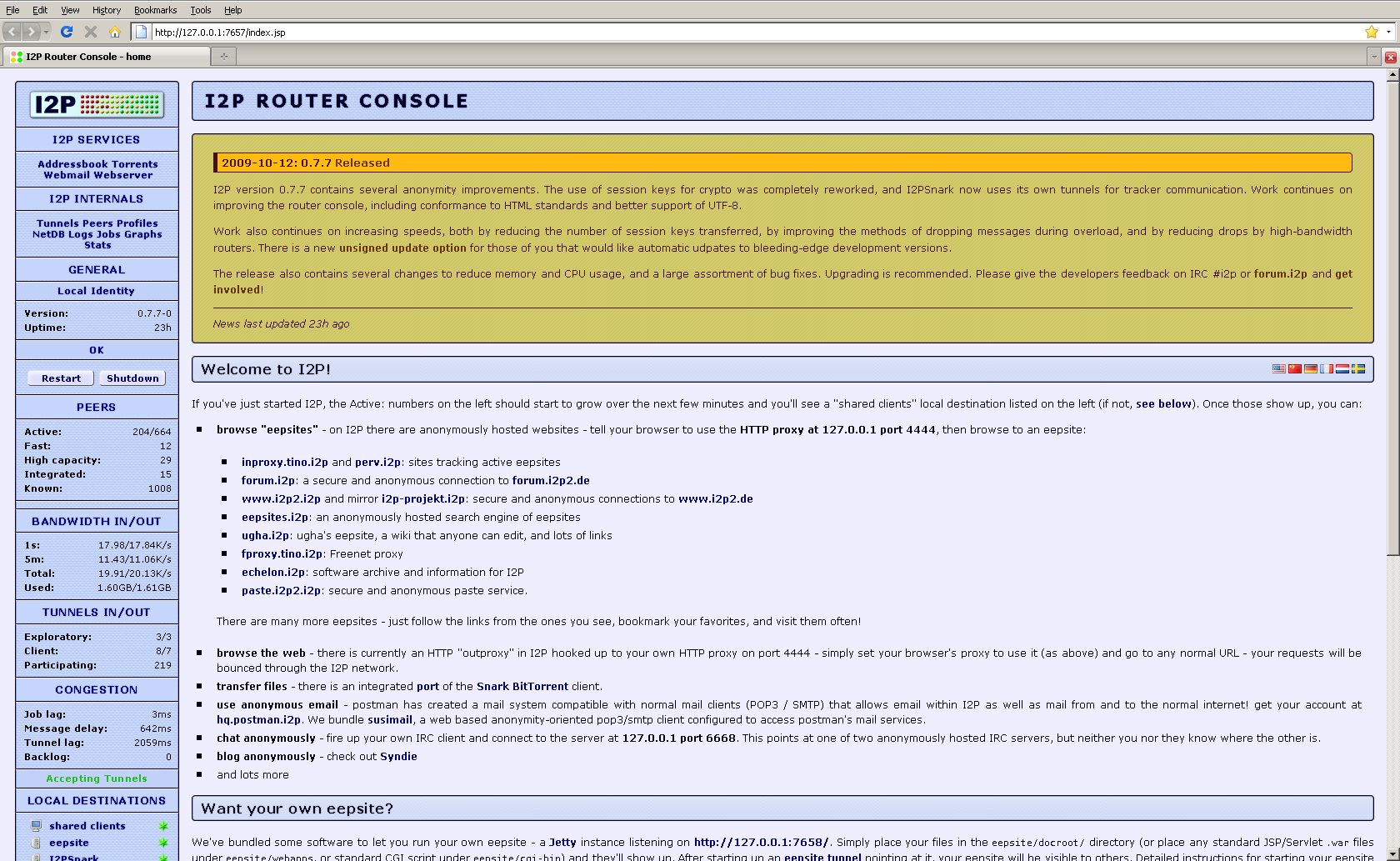
I2P router console

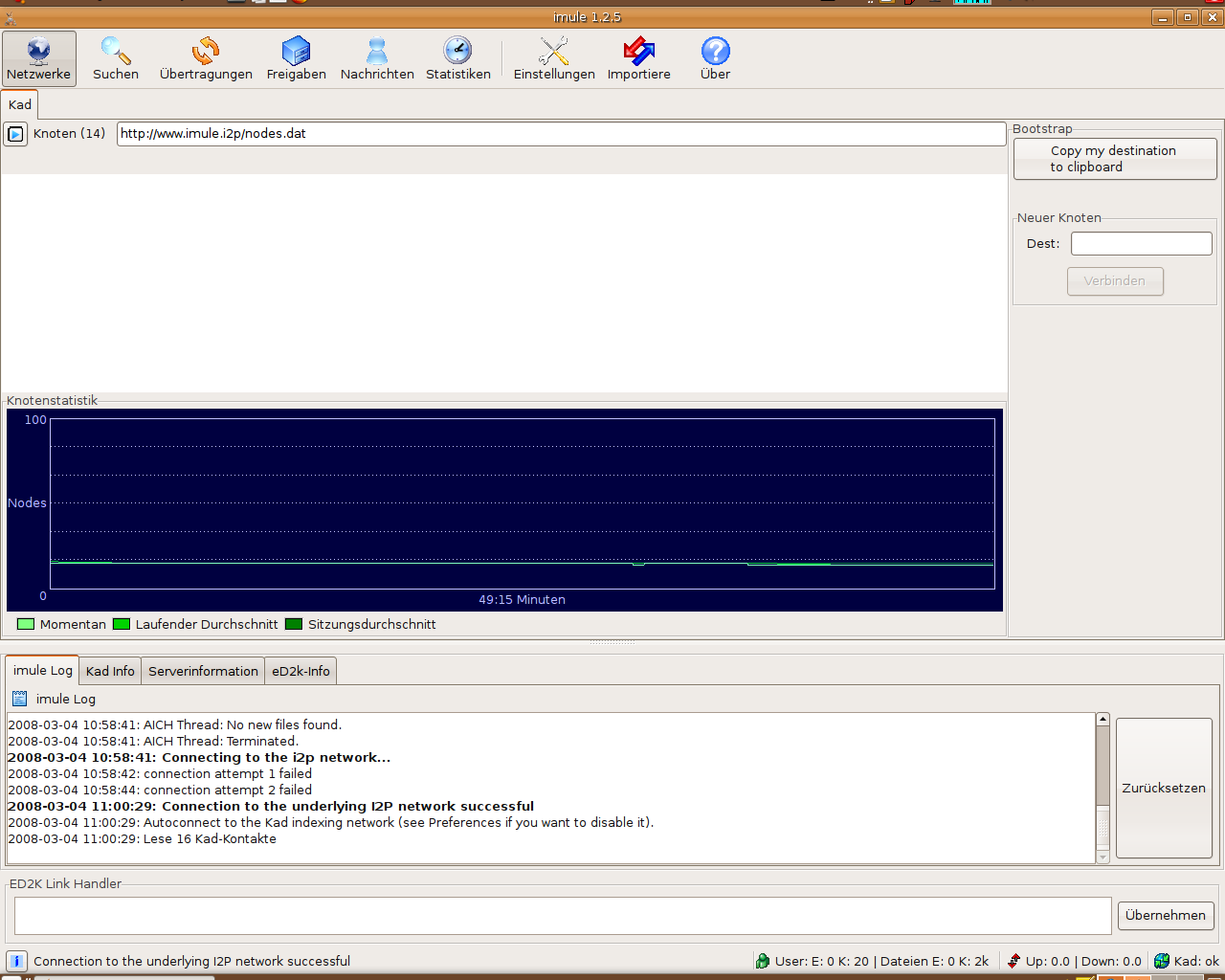
iMule

Al ser I2P una capa de red anónima, está diseñado para que otras 
aplicaciones puedan usarlo para la comunicación anónima. Como tal hay 
una variedad de herramientas actualmente disponibles o en desarrollo 
para I2P.
El router I2P se controla a través de la consola de router la cual es 
una interfaz web accesible desde cualquier navegador web.

### Redes
I2PTunnel es una aplicación incluida en I2P que permite la
comunicación sobre I2P a aplicaciones TCP/IP utilizando "Túnel" que pueden ser accedidos conectándose a puertos predeterminados en localhost.
SAM (Mensajería Anónima Simple del inglés Simple Anonymous 
Messaging) es un protocolo de comunicaciones que permite la 
comunicación sobre I2P a una aplicación cliente escrita en cualquier 
lenguaje de programación, utilizando una interfaz basada en sockets 
al router I2P.
BOB (Basic Open Bridge) es un protocolo menos complejo que 
"SAM".
Orchid es un plugin para usar Tor como 
nodo de salida.
También se acceder a ciertos servicios a través de la red tor o la clear net.

### Chat
Cualquier cliente IRC diseñado para 
Internet Relay Chat puede funcionar, una vez conectado al 
servidor IRC de I2P (al localhost).

### Compartir archivos
Varios programas funcionan con BitTorrent dentro de la red I2P. Los usuarios no pueden conectarse a torrentes o prees no-I2P desde I2P,
tampoco pueden conectarse a torrentes o prees I2P desde fuera de I2P. I2PSnark, incluido en la instalación del paquete de I2P, es una adaptación del cliente de BitTorrent llamado Snack.
Vuze, anteriormente llamado Azureus, es un cliente BitTorrent que incluye un plugin para I2P, permitiendo la descarga segmentada anónima a través de esta red. Este plugin está aún en una fase temprana de su desarrollo, sin embargo es bastante estable. I2P-BT es un cliente BitTorrent para I2Pque permite la descarga segmentada anónima para el intercambio de archivos. Este cliente es una versión modificada del programa original BitTorrent 3.4.2 el cual funciona en MS Windows y la mayoría de Unix con una interfaz gráfica de usuario y en línea de comandos. Fue desarrollado por el programador conocido como 'duck' en
I2P en colaboración con 'smeghead'. Ya no se desarrolla activamente; sin embargo, hay un esfuerzo para actualizar el cliente I2P-BT a la 
versión 4.0 de BitTorrent 4.0. I2PRufus es una adaptación a I2P del cliente Rufus BitTorrent. Robert (P2P Software) es el fork de I2PRufus mantenido más activamente. También está 
"I2P-Transmission".
iMule (invisible Mule) es una adaptación de eMule para la red I2P. iMule está hecho para compartir archivos anónimamente. Al 
contrario que otros clientes eDonkey, eMule utiliza solo Kademlia para conectarse a través de la red I2P, de modo que no se necesitan servidores.
I2Phex es una adaptación del popular cliente de Gnutella Phex a I2P. Es estable y funcional.
Hay una adaptación de Tahoe-LAFS para i2p. Esto permite almacenar archivos anónimamente en gris Tahoe-LAFS.

### Correo electrónico
Bitmessage.ch se puede usar sobre I2P o 
Tor.
I2P tiene un servicio gratuito de correo electrónico utilizando pseudónimos ofrecido por un individuo llamado Portman. Susimail es un cliente web de correo electrónico planeado principalmente para usarse con los servidores de correo de Portman, y está diseñado pensando en la seguridad y el anonimato. Susimail fue creado para resolver los problemas de privacidad utilizando estos servidores con los clientes de correo electrónico tradicionales, como la filtración del hostname del usuario en la comunicación con el servidor SMTP. Se incluye en la distribución de I2P y se puede acceder a él a través de la interfaz web de la consola de router I2P. Mail.i2p puede contactar usuarios de correo electrónico i2p, a través de direcciones tipo @mail.i2p y usuarios de internet públicos desde una dirección @i2pmail.org.
I2P-Bote, un plugin I2P, es un sistema de correo electrónico completamente descentralizado y distribuido. Soporta múltiples  identidades y no expone las cabeceras de los correos electrónicos. En la actualidad(2014), todavía es una versión beta y sólo se puede acceder a través de su interfaz web, pero está planeado el soporte de POP. Todos los bote-emails se cifran transparentemente y, opcionalmente, se firman con la clave privada del emisor, eliminando la necesidad de usar PGP u otro software de privacidad. I2P-Bote ofrece extra anonimato al permitir el uso de relays  con retardos de longitud variable. Al ser descentralizado, no hay servidores de correo electrónico que puedan enlazar distintas identidades de correo electrónico comunicándose entre sí (profiling): incluso los nodos transmitiendo los correos electrónicos no conocen el emisor, y aparte del emisor y el  receptor, solo el final de la ruta del correo electrónico de alta latencia y los nodos de almacenamiento sabrán a quién (cuál nodo I2P – la IP del usuario sigue oculta gracias a I2P) está destinado el correo electrónico. El emisor original  puede haberse desconectado mucho antes de que el correo electrónico esté disponible al otro lado. No se necesitan registrar cuentas, todo lo que hay que hacer para utilizarlo es instalarlo, conectarse y crear una nueva identidad. I2P-Bote puede instalarse como un plugin del router(i2p-link).

### Mensajería instantánea
I2P-Messenger es un cliente de mensajería instantánea para I2P  sencillo, basado en Qt, sin servidores y cifrado de extremo a extremo. No hay servidores que puedan registrar las conversaciones. Los ISPs no pueden registrar con quien está hablando el usuario, cuando o por cuanto tiempo. Al no haber servidores, puede utilizar el cifrado de extremo a extremo de I2P, evitando que los nodos entre los dos extremos puedan acceder al texto plano. I2P-Messenger puede usarse para comunicaciones instantáneas completamente anónimas con personas que el usuario ni siquiera conoce, o alternativamente, comunicarse de forma segura y sin rastros con amigos, familiares o compañeros. Además de mensajería, también soporta la transferencia de archivos.

### Publicación de contenidos
Syndie es una aplicación de distribución de contenidos que soporta  blogs, newsgroups, foros para I2P, el cual también se puede usar a través de la red Tor y el internet normal.

### Routers
I2PBerry es una distribución Linux que puede usarse como router para 
cifrar y enrutar el tráfico de la red a través de la red 
I2P.

### Android
Las primeras versiones de una aplicación del router I2P para Android se pueden encontrar en el foro de desarrollo dentro de la red I2P.
Nightweb es una aplicación Android que usa I2P y Bittorrent para compartir entradas de blogs, fotos y otros  contenidos similares. También se puede usar como aplicación de escritorio. Ya no está en desarrollo.